# Sportliche Vereinigung Blau-Weiß 1890
L'SV Blau-Weiß Berlin è una società calcistica tedesca del distretto di Mariendorf, Berlino. Milita in Bezirksliga Berlin, Staffel 2, la settima divisione del calcio tedesco.
La squadra riprende la storia del SpVgg Blau-Weiss 90 Berlin (fallito nel 1992) nato il 27 luglio 1927 dalla fusione tra Berliner FC Vorwärts 1890 (costituitosi nel novembre 1890) e Berliner Thor- und Fussball Club Union 1892 (BTuFC Union, nato il giugno 1892).

## Storia

### Primi anni
I due club predecessori (insieme alle altre 85 società) sono stati i membri fondatori della DFB a Lipsia nel 1900. Il Vorwärts vinse il campionato regionale nel 1902, 1903, 1921. In quell'ultimo anno di campionato la squadra mandò quattro giocatori in nazionale e perse la finale di campionato contro il Norimberga (0-5). L'Union vinse il titolo nazionale nel 1905 battendo in finale (2-0) il Karlsruher FV.
Subito dopo l'unione delle due squadre avvenuta nel 1927, la nuova squadra fu relegata dalla massima divisione cittadina. La stagione seguente una terza squadra, l'Arminia 1906 Berlin si unì al Blau-Weiß che cominciò lentamente il cammino per la promozione in Oberliga Berlin-Brandenburg (I). Nel 1933 dopo la riorganizzazione del calcio tedesco da parte del Terzo Reich il Blau-Weiß fu relegato a giocare in Gauliga Berlin-Brandenburg (I).

### La seconda guerra mondiale e il dopoguerra
Il club nel 1937 si classificò all'ultimo posto e pertanto retrocesse, ma nella stagione 1938-39 ritornò prontamente nella massima divisione regionale vincendola. Il Blau-Weiss vinse un altro titolo regionale nel 1942 e terminò al terzo posto i play-off nazionali.
Alla fine della Seconda Guerra Mondiale le autorità alleate ordinarono lo scioglimento di tutte le associazioni, sportive comprese. La società fu successivamente ricreata con il nome di SG Mariendorf e qualche anno dopo divisa in tre parti: SpVgg Blau-Weiss 90 Berlin (ricostituito nel 1949), SC Krampe Berlin e SC Mariendorf. Il Mariendorf militò in prima divisione dal 1946 al 1948. Il Blau-Weiss riconquistò la prima serie (l'"Oberliga Berlin") nel 1950 dove conquistò risultati da squadra di media classifica fino a quando non retrocesse nel 1960. Dopo tre stagioni in Amateurliga Berlin (II), culminati con la vittoria della divisione nel 1963 la compagine si assicurò un posto in Regionalliga Berlin (II), una nuova serie formatasi dopo la riforma del calcio tedesco avvenuta proprio nel 1963.
Le prestazioni della squadra migliorarono nei primi anni settanta quando vinse il suo girone di Regionalliga nel 1973 ma fallì i play-off promozione. Nella stagione 1973-74 con la creazione della Zweite Bundesliga la Regionalliga fu sciolta: il Tennis Borussia Berlino, primo classificato, fu promosso in Bundesliga, il Wacker 04 Berlino, secondo classificato, fu promosso in Zweite Bundesliga, mentre il Blau-Weiss fu relegato a giocare in Amateurliga Berlin (III).

### Dalla Bundesliga alla bancarotta
Nel 1978 il club retrocesse in quarta divisione e per le seguenti cinque stagioni militò tra la terza e la quarta divisione. Nel 1984 la squadra ritornò in Oberliga Berlin (III), vinse la divisione ma questa volta conquistò il posto per militare in Zweite Bundesliga. E nel 1986 sorprese tutti arrivando al secondo posto in seconda divisione conquistando di fatto un posto in Bundesliga. Ma la differenza tra le altre squadre era insormontabile, pertanto il club terminò la stagione 1987 all'ultimo posto con 18 punti. Il Blau-Weiß giocò per cinque stagioni consecutive in 2.Bundesliga prima di dichiarare bancarotta nel 1992. Il club fu rapidamente ricostituito con il nome di SV Blau-Weiß Berlin e fu relegato a giocare nella più bassa divisione della città berlinese. Dal 1996 ad oggi la squadra è riuscita a conquistare un posto anche in sesta divisione, ma attualmente milita in settima divisione.

## Palmarès

### Competizioni nazionali
BTuFC Union
- Campionato tedesco: 1

1905
SpVgg Blau-Weiß Berlin
- Gauliga Berlin-Brandenburg:2

1939, 1942
- Fußball-Regionalliga: 1

1972-1973 (Regionalliga Berlino)

### Competizioni giovanili
- Under-17 Bundesliga: 1

1978-1979

### Altri piazzamenti
- Campionato tedesco:

Secondo posto: 1920-1921
Semifinalista: 1905-1906, 1941-1942
- 2. Fußball-Bundesliga:

Secondo posto: 1985-1986
- Gauliga Berlin-Brandenburg:

Secondo posto: 1939-1940

## Giocatori celebri
- Karl-Heinz Riedle
- René Vandereycken